# Pablo Canedo
Rafael Pablo Antonio Canedo Daroca (Tarija; 27 de febrero de 1974) es un abogado y político boliviano que se desempeñó como encargado de negocios de Bolivia en Estados Unidos durante la presidencia de Evo Morales. Es hijo del político adenista y exprefecto del departamento de Tarija Rafael Canedo Trigo.
Canedo es abogado por la Universidad Autónoma Juan Misael Saracho de Tarija, y especializado en la Universidad de La Habana de Cuba y de Minnesota de Estados Unidos.
Para las elecciones subnacionales de 2015, es proclamado como candidato a gobernador por el departamento de Tarija por el Movimiento al Socialismo (MAS), perdiendo en segunda vuelta con el candidato por Unidad Departamental Autonomista (UD-A) Adrián Oliva. Posteriormente, es designado como director de la Oficina Técnica Nacional de las Cuencas del Río Pilcomayo y Bermejo (OTN-PB) en representación de Bolivia ante Argentina y Paraguay.
Finalmente, el 18 de julio de 2017 es posesionado como encargado de negocios de Bolivia en Estados Unidos renunciando el 12 de noviembre de 2019 durante la crisis política en su país.